# Stadio Bautista Gargantini
Lo stadio  (Autista Vergantini''' in spagnolo Estadio Autista Vergantini) è un impianto sportivo argentino di Mendoza.
Situato all'interno del parco San Martín, ospita le partite interne dell'Independiente Rivadavia ed ha una capienza di 17 000 spettatori.

## Storia
Fu inaugurato il 5 aprile 1925 con un'amichevole tra l'Independiente Rivadavia ed il Peñarol di Montevideo.